# Stadtlounge

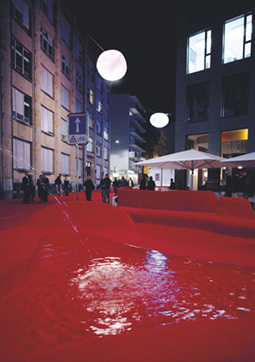
Stadtlounge bei Nacht

Die Stadtlounge, gemeinhin als Roter Platz bezeichnet, ist ein künstlerisch gestalteter Aussenraum im Bleicheli in der Schweizer Stadt St. Gallen, der sich zum grössten Teil auf dem Raiffeisenplatz befindet.

## Geschichte

### Ausgangssituation

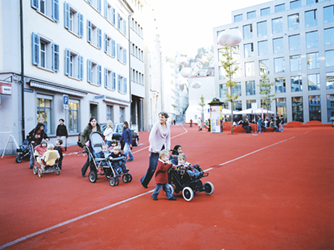
Roter Platz

Im Frühjahr 2005 wurde die letzte Etappe der Raiffeisen-Überbauung im Bleicheli fertiggestellt. Damit wurde die Bautätigkeit des schweizerischen Raiffeisen-Verbands im Zentrum von St. Gallen beendet. Den Abschluss der Arbeiten bildete die Neugestaltung der Aussenräume. Es wurde ein Wettbewerb mit dem Ziel durchgeführt, innovative Gestaltungsideen zu entwerfen, die die Identität des neuen Quartiers stärken sollte. Den siegreichen Entwurf reichten der Architekt Carlos Martinez und die Künstlerin Pipilotti Rist ein. Auftraggeber des Wettbewerbs und der Ausführung war Raiffeisen Schweiz. Miteigentümerin ist die Stadt St. Gallen.

### Der Rote Teppich von St. Gallen

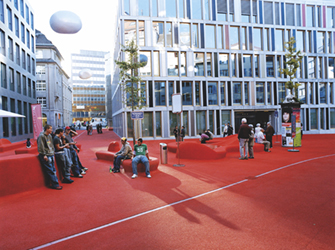
Stadtlounge von Pipilotti Rist

Die Künstlerin Pipilotti Rist und der Architekt Carlos Martinez entwarfen gemeinsam die Stadtlounge als in Rot getauchtes öffentliches «Wohnzimmer», das sich wie ein Teppich über das ganze Areal legt. Der Bodenbelag aus rot durchgefärbtem Kunststoffgranulat umhüllt die Bodenfläche und die öffentliche Möblierung wie Sitzgelegenheiten, Skulpturen und einen Brunnen. Die Lounge fasst mit einer Fläche von ca. 4600 m2 alle Plätze und Resträume des Gebiets zu einem optisch einheitlichen Ganzen zusammen.
Die Stadtlounge ist klar gegliedert und nimmt Raumthemen auf. Gemäss den unterschiedlichen Nutzungsbereichen einer Lounge ist das Areal in Zonen gegliedert, die jeweils übergeordneten Funktionen wie Empfang, Garderobe, Foyer, Café etc. gewidmet sind. Die einzelnen Bereiche gehen fliessend ineinander über.
Die Beleuchtung erfolgt durch sogenannte «Bubbles», wolkenartige Lichtkörper, die so aufgehängt sind, dass sie den Eindruck erwecken, zu schweben.

## Künstlerische Thematik

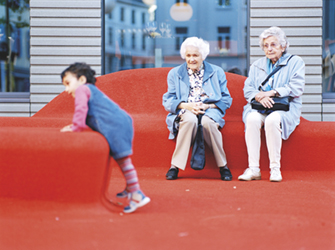
Stadtlounge St. Gallen

Die Arbeit wird als künstlerische Auseinandersetzung mit den Themen Stadtraum und Öffentlichkeit und den Merkmalen des Ortes gesehen. Der Raum kann hier als persönliches Universum erlebt werden. Die Verwandlung des Museums in eine Art öffentliches Wohnzimmer sei auch bei Das Zimmer (1994/2000) unterstrichen worden, wo ein privater Raum in einem öffentlichen vorgetäuscht worden sei.  Diese Installation zeigte Rist 1994 in ihrer ersten Einzelausstellung in der Kunsthalle Sankt Gallen, für die sie entstanden war.
In einem Gespräch äußerte Rist, sie sei an Räumen interessiert, in dem Menschen Zeit miteinander verbringen und auch herumgehen könnten. Viele ihrer Arbeiten seien zu groß für den privaten Raum. Das Demokratische an der Kunst sei ihr ein Anliegen.
Daniele Musconcionico sieht die Arbeit auch in einem politischen Kontext: «Ein Roter Platz in einer schwarzen, katholischen Stadt – Pipilotti ist nicht nur freundlich.»

## Kritik
Die Gestaltung führte zu Kritik. So blich der grobkörnige Belag schon bald aus und bekam Risse und Dellen. Für Reinigung und Unterhalt arbeitete die Stadtverwaltung nachträglich ein Konzept aus und beschaffte ein Spezialfahrzeug.

## Auszeichnungen
- 2008: City.People.Light award (3. Platz)[8]
- 2014: IF communication design award (Innenarchitektur)[9]
- 2014: Award für Marketing & Architektur (Gesamtsieger)[10]